# Aleksandr Tchernikov
Aleksandr Tchernikov (en russe : Александр Черников), né le 1er février 2000 à Vysselki, est un footballeur russe qui évolue au poste de milieu défensif au FK Krasnodar.

## Biographie

### Carrière en club
Né à Vysselki, dans le kraï de Krasnodar en Russie, Aleksandr Tchernikov est formé par le FK Krasnodar, où il commence sa carrière professionnelle en championnat de Russie,. Il joue son premier match avec l'équipe première du club le 25 septembre 2019.

### Carrière en sélection
Aleksandr Tchernikov est international avec l'équipe de Russie des moins de 19 ans.
Tchernikov est appelé pour la première fois en équipe de Russie senior en octobre 2021 pour les éliminatoires de la Coupe du monde contre Chypre et la Croatie, sans conaitre cependant sa première sélection. Il devient ensuite international espoirs avec la Russie.